# Płoć adriatycka
Płoć adriatycka (Rutilus rubilio) – gatunek słodkowodnej ryby z rodziny karpiowatych (Cyprinidae).

## Występowanie
Występuje we Włoszech, na Półwyspie Bałkańskim w rzekach wpadających do Adriatyku i Morza Śródziemnego oraz w jeziorach Ochrydzkim i Prespa.